# Breaking the Law
Breaking the Law è un singolo del gruppo musicale britannico Judas Priest, pubblicato nel 1980 come secondo estratto dal sesto album in studio British Steel.

## Descrizione
Dal momento della sua nascita ad oggi, la canzone è immediatamente diventata un classico del gruppo, e molti gruppi mondiali l'hanno infatti reinterpretata, su propri album o su compilation metal. Breaking the Law fa parte della lista stilata da VH1 che riguarda le 40 canzoni metal più belle di sempre, risultando al quarantesimo e ultimo posto (40 Greatest Metal Songs).
La canzone è stata usata nel film "Scarface: The World Is Yours" ed è apparsa nel famoso cartone di Beavis and Butt-head.
In Italia è stata usata come sigla per la quinta edizione del programma In onda, trasmesso su LA7 nell'estate 2012.

## Video musicale
Il videoclip mostra i membri del gruppo spostarsi per la città in automobile per poi ironicamente entrare in una banca armati con i loro strumenti, rubare un loro pezzo di discografia e fuggire.

## Cover
Artisti e gruppi che le hanno realizzato una cover:
- Anal Cunt (su Another EP)
- Barcode
- Combo de la Muerte (su Tropical Steel)
- Divit (su Punk Goes Metal)
- Doro (su Classic Diamonds)
- Ensiferum
- Fightstar
- Ghouls Black Death
- Hammerfall
- Kristallnacht
- Motörhead (su Hell Bent Forever: A Tribute to Judas Priest e Under Cöver)
- Los Mox
- The Cooters (su Invasion Of The Cooters)
- Therapy? (sul singolo Nowhere, 1994)
- Unleashed (su Across The Open Sea)
- XnmE (su Metal Madness 1980-1989)
- Sturm und Drang (su Learning to Rock)
- Pansy Division (su More Lovin' from our Oven)
- Stryper (su The Covering)
- Kurnalcool ("Acqua e Limo'" su "Bumba Atomika")
- Plakkaggio ("B.T.L." su "C.D.G." 7")
- Napoli Violenta (band grindcore italiana)